# La Celia
La Celia es un municipio colombiano ubicado en el departamento de Risaralda. Se sitúa a 64 kilómetros al noroccidente de Pereira.Fue fundado el 30 de noviembre de 1959, por personalidades como al sr. Martín Romero, Manuel Marimba, entre otros. Pertenece a la Vertiente occidental de Risaralda y a la región andina.

## División Político-Administrativa
Además de su Cabecera municipal. La Celia tiene bajo su jurisdicción un centro poblado: Patio Bonito.

El municipio está compuesto con las siguientes veredas:
Chorritos, El Brillante, Caimal, Altomira, La Polonia, San Gerardo, La Sombra, La Estrella,
Monos, La Cascada, San Eugenio, La Montoya, La Primavera, San Gerardo, Caimalito, El Diamante,
El Tigre, La Secreta, La Zelandia, La Playa, El Silencio, El Tambo, Momblan, La Capilla y San Carlos.

## Economía
Las actividades económicas principales del municipio son la agricultura y la ganadería, que han sido el motor de su desarrollo desde su fundación. En el ámbito agrícola, los cultivos predominantes son el café y el plátano, los cuales representan más del 90% de la producción agraria local. Recientemente, el cultivo del aguacate ha comenzado a ganar relevancia dentro de este sector. En cuanto a la ganadería, la actividad es principalmente extensiva y se concentra en las zonas más bajas del municipio. La presencia de esta actividad es notable a lo largo de la carretera que da acceso al municipio, contribuyendo al paisaje y a la economía local.
Además, el turismo también destaca en el municipio teniendo diferentes sitios muy visitados como el Templo de Nuestra Señora del Carmen, La Laguna, Los Chorros, El Corredor de monos, El Valle del río Cañaveral, La reserva forestal o Parque municipal Verdum, El Jardín Botánico, Centro Recreacional y Pesca Deportiva Agualinda, Mirador San Antonio, Estanquillo la barra, etc.[cita requerida]

## Historia
En 1893, Manuel Marín y Martín Ortiz iniciaron el proceso de colonización y, gracias al esfuerzo de sus habitantes, en 1915 la aldea de Barcelona se convirtió en lo que hoy conocemos como La Celia. Un pueblo que durante mucho tiempo fue distrito del Municipio de Santuario y que finalmente fue declarado Municipio el 30 de noviembre de 1959.

## Cultura
Su fiesta de aniversario se realiza en la última semana de noviembre, en cuanto al nombre fue elegido en homenaje a una conocida comerciante y líder llamada Celia.[cita requerida]

Su himno es el siguiente:
| Coro ¡Salve! a ti Celia querida resplandor de mis mayores que legaron a sus hijos el respeto a tus colores (bis) | I Cielo azul que te cobija como emblema celestial, hoy flamante sol circunda con su luz de libertad II Mil coronas hoy te damos y una ofrenda de guirnaldas por ser casta, honrada y pura Bella flor del Risaralda. | III La paz tienes por escudo y el progreso es tu bandera, mi estandarte es Risaralda Y tú mi patria primera. IV De bravía casta vienes Tradición amor y fe, Son orgullo tus mujeres Y el sabor de tu café. |

## Geografía
Su superficie total es de cerca de 102 km² (o 10 700 hectáreas)
Limita:
- al norte con el municipio de Santuario;
- al sur y oeste con El Águila (Valle del Cauca);
- al este con Santuario y Balboa  Pertenece a la Subregión II del departamento, junto con municipios como La Virginia, Balboa, Santuario, Apía, Belén de Umbría, Guática y Quinchía, una zona con fuerte tradición agropecuaria-cafetera.

## Servicios públicos
- Energía Eléctrica: Central Hidroeléctrica de Caldas (CHEC), del grupo EPM, es la empresa prestadora del servicio de energía eléctrica.
- Gas Natural: Efigas es la empresa distribuidora y comercializadora de gas natural en el municipio.